# مونتي مونتجومري
مونتي مونتجومري (بالإنجليزية: Monte Montgomery)‏ هو عازف قيثارة ومغني أمريكي، ولد في 11 أغسطس 1966 في برمنغهام في المملكة المتحدة.

## وصلات خارجية
- الموقع الرسمي
- مونتي مونتجومري على موقع IMDb (الإنجليزية)
- مونتي مونتجومري على موقع ميوزك برينز (الإنجليزية)
- مونتي مونتجومري على موقع أول ميوزيك (الإنجليزية)
- مونتي مونتجومري على موقع ديسكوغز (الإنجليزية)